# العذرية (الحفة)
العذرية قرية تتبع ناحية قرى مركز الحفة في منطقة الحفة في محافظة اللاذقية. بلغ عدد سكانها 726 نسمة عام 2004.